# Ловча (Драмско)
 Тази статия е за обезлюденото село в Гърция.  За неговия наследник в България вижте Нова Ловча.  
Ловча (на гръцки: Ακρινό, Акрино, катаревуса Ακρινόν, Акринон, до 1927 година Λόφτσα, Лофца) е обезлюдено село в Република Гърция, на територията на дем Неврокоп.

## География
Ловча е разположено на 880 m надморска височина в подножието на планината Славянка до българо-гръцката граница.

## История

### Етимология
Според Йордан Н. Иванов името на селото е от Ловча (вьсь, гора поляна), старобългарското , . Жителското име е ло̀вчанин, ло̀вчанка, ло̀вчане.

### В Османската империя
В района около селото се намират остатъци от древни селища, както и стар римски път свързващ Никополис ад Нестум със Солун и Беломорието.
В XIX век Ловча е едно от най-развитите кузнарски села в Мървашко. Жителите му са специализирани в изработването на клинци за подкови и заедно с каракьойци снабдяват целия Солунски вилает.
Александър Синве („Les Grecs de l’Empire Ottoman. Etude Statistique et Ethnographique“), който се основава на гръцки данни, в 1878 година пише, че в Лофча (Loftcha), Мелнишка епархия, живеят 1250 гърци. В „Етнография на вилаетите Адрианопол, Монастир и Салоника“, издадена в Константинопол в 1878 година и отразяваща статистиката на населението от 1873 година, Лофча (Loftcha) е посочено като село със 125 домакинства и 450 жители мюсюлмани, 900 българи и 40 власи. В 1889 година Стефан Веркович (Топографическо-этнографическій очеркъ Македоніи) отбелязва Ловча като село със 125 български къщи.
В 1891 година Георги Стрезов пише за селото:
| „ | Лофча, на Ю от Неврокоп 6 часа. Сградено е на равнище между Али Ботуш и Страгач, равнише голо и неплодородно; земята е суха и съдържа много железни примеси, които ѝ дават червена боя. Гърцка църква и училище. Преди две години изпъдиха българския учител. Има 20 ученика. Къщи 120, българе. | “ |

В Според статистиката на Васил Кънчов („Македония. Етнография и статистика“) към 1900 година населението на селото брои 1300 българи-християни. Пейо Яворов в книгата си „Хайдушки копнения“ пише:
| „ | Ловча беше отлично село и по отбор хора, и по въоръжение | “ |

.
По данни на секретаря на Българската екзархия Димитър Мишев („La Macédoine et sa Population Chrétienne“) в 1905 година в Ловча (Lovtcha) има 1760 българи екзархисти и в селото функционира българско начално училище с 1 учител и 77 ученици.

### В Гърция
В 1913 година след Междусъюзническата война Ловча остава на територията на Гърция, на 100 метра от границата. В 1918 година селото има 250 къщи и над 1700 души. След края на Първата световна война и оттеглянето на българските войски в 1918 година, много от жителите на селото се изселват в България. След Търлиския инцидент в 1924 година официално 1002 души от Ловча се изселват в България. Част от жителите на Ловча се изселват на 1-2 километра навътре в пределите на България и основават село Нова Ловча, а част се заселват в Неврокопско и Плевенско.
1/3 от Ловчанското поле остава на територията на България и 2/3 в пределите на днешна Гърция. На мястото на българите са настанени 59 гръцки бежански семейства. В 1927 година селото е прекръстено на Акрино. Към 1928 година Ловча е бежанско село с 58 семейства и 188 души бежанци.
Селото по-късно е напуснато и днес е запазен единствено храмът „Свети Архангел Михаил“, останалото е в руини. На 8 ноември – Свети Архангел Михаил, всяка година жителите на Нова Ловча, живеещи в България и всички потомци на жители живели в старото село, останало в Гърция, се събират на събор на църквата „Свети Архангел Михаил“. Интерес представляват множеството следи от преправяне надписите на фасадните стенописи.
| Година    | 1913 | 1920 | 1928 | 1940 | 1951 | 1961 | 1971 | 1981 | 1991 | 2001 | 2011 | 2021 |
| --------- | ---- | ---- | ---- | ---- | ---- | ---- | ---- | ---- | ---- | ---- | ---- | ---- |
| Население | 1155 | 981  | 214  | 81   |      |      |      |      |      |      |      |      |

## Личности
Родени в Ловча
- Алекса Костов (1865 - след 1943), български военен и революционер
- хаджи Ангел Козарев – Фулон, български революционер от ВМОРО[13][14]
- Андон Чакънов – Нептун, български революционер от ВМОРО[15][16]
- Георги Борунсузов (1881 - след 1943), български революционер
- Димтър Атанасов Чакъров (? - 1922), български революционер, убит от войводата на ВМРО Иван Келпеков при междуособиците в революционното движение[17]
- Димитър Икономов (1873 – 1922), български революционер, деец на ВМОРО и БЗНС
- Димитър Иванов Великов (1873 - след 1943), български революционер
- Иван Ангелов – Туфката (1882 – 1912), български революционер от ВМОРО[18]
- Иван Б. Костов – Балкански, деец на ВМОРО[19]
- Иван Костов, български свещеник, установил се вследствие на гръцкия терор след Междусъюзническата война в Неврокоп, назначен за енорийски свещеник в „Успение Богородично“[20]
- Иван Костадинов Ключков (1883 или 1889 - след 1943), грамотен, земеделец,[21] македоно-одрински опълченец,[22] служи в четата на Стоян Филипов,[21] а след това в 3-та рота на 13-а кукушка дружина;[23] на 6 март 1943 година като жител на Неврокоп подава молба за българска народна пенсия;[22] молбата е одобрена и пенсията е отпусната от Министерския съвет на Царство България[23]
- Илия Ангелов, македоно-одрински опълченец, 2 рота на 5 одринска дружина[24]
- Кръсто Джингаров – Атон, български революционер от ВМОРО[25][26]
- Тодор Джингаров – Хенрих, български революционер от ВМОРО[27][28]